# グレゴリー・セルティッチ
グレゴリー・セルティッチ（Grégory Sertic, 1989年8月5日 - ）は、フランス出身の元サッカー選手。現役時代のポジションはミッドフィールダー。父親がクロアチアの移民2世、母親がフランス人である。

## 経歴
1997年からエソンヌ県にあるAS Egly Footballでキャリアをスタートさせた。その後複数のユースクラブを渡り歩いた後に2003年よりフランスサッカー学院（INF／クレールフォンテーヌ）で英才教育を受け、2005年にFCジロンダン・ボルドーへ移籍した。2007-08シーズンはセカンドチームで、20試合に出場して7ゴールを決めた。
2008-09シーズンはUEFAチャンピオンズリーグ 2008-09のメンバーリストに登録されたが出場はなかった。11月11日、クープ・ドゥ・ラ・リーグでEAギャンガン戦にマルアーヌ・シャマフに代わり後半に途中出場した。4月25日にスタッド・レンヌ戦で出場し、リーグ・アンデビューを飾った。次の週のFCソショー戦で初ゴールを決めた。2010年8月30日、RCランスにはレンタル移籍した。2013-14シーズンはヤロスラフ・プラシルの退団などもあり、シーズンを通じてレギュラーに定着。コーナーキッカーを務め、3得点10アシストと結果を残した。2014-15シーズンから背番号を8に変更した。
2017年1月30日、オリンピック・マルセイユと3年半契約を締結し移籍。

## 代表歴
2009年5月5日、フランスU-21代表に招集されトゥーロン国際大会のポルトガルU-21代表戦で代表デビューを飾った。現在クロアチア代表でプレーすることを打診されている。

## タイトル
クラブ
FCジロンダン・ボルドー
- リーグ・アン 2008-09
- クープ・ドゥ・ラ・リーグ 2008-09
- クープ・ドゥ・フランス 2012-13
- トロフェ・デ・シャンピオン 2009